# Архаична мајка
Архаична мајка (примална мајка или Ur-mutter) је мајка најранијег детињства, чији се континуирани утицај прати у психоанализи, и чије (потиснуто) присуство се сматра у основи хорор филма.

## У психоанализи
Сигмунд Фројд је у својим списима препознао моћ архаичне мајке као „прве хранитељице и првог заводника“, а слика архаичне мајке као заводнице постала је широко распрострањена у психоанализи после Фројда. Јунг је такође био апсорбован у својим списима концептом архаичне мајке, а његови следбеници су упозоравали на опасност да се та слика поново активира у трансферу од стране женског терапеута. За Жака Лакана, примитивна, неограничена моћ архаичне мајке могла је бити обуздана само појавом и консолидацијом очинске метафоре.
Феминистички аналитичари попут Лис Иригаре су касније покушали да поврате архаичну мајку као оснажујућу силу за женски идентитет. Скептици су, међутим, прихватили упозорење Јулије Кристеве о утопијским, заиста нарцистичким опасностима покушаја да се заобиђе друштво и културна сфера, враћањем у фантазирано стапање са архаичном, недиференцираном мајком. Кристева је такође сматрала јунговски приступ као „слепу улицу са својим архетипским конфигурацијама либидиналне супстанце извучене из домена сексуалности и стављене у ропство архаичној мајци“. Уметница и психоаналитичарка-теоретичарка Браха Етингер се не слаже са ставовима Крисетеве да архаична мајка, почевши од трудне мајке, представља психотичну недиференцијацију. По Етингеровој, одбацивање архаичне мајке је културно установљено од стране патријархалног и фаличког друштва. Она се обраћа архаичној мајци као главном субјективизирајућем субјекту за новорођенче у односима које она дефинише као матриксалне, где се психичка диференцијација поклапа са ко-појављивањем. Према Етингер, архаичн матриксијалне (матрицијалне) женско-материнске сфере у архаичном сусрету-догађају је женски извор хуманизоване етике и естетике.

## У уметности
- Теорија филма је нагласила улогу архаичне мајке као монструозне фигуре у хорор филму,[13] више застрашујуће и мање неограничене од фаличне мајке у њеној недиференцираној гротескности.[14]
- Слична фигура се појављује као 'црна краљица' у романсама као што је The Fairie Queene, и као вештица из фолклора.[15]
- Силвија Плат је, под утицајем Јунга, написала оно што је назвала „дијатрибом против Тамне Мајке. Мумије. Мајке сенки...“.[16]